# 호세인 카나니자데간
모함마드호세인 카나니 자데간(페르시아어: محمدحسين کنعانى زادگان, Mohammadhossein Kanani Zadegan, 1994년 3월 23일 ~ )는 이란의 축구 선수로, 현재 페르시안 걸프 프로리그의 페르세폴리스 FC에서 활약하고 있다.